# 바하마 증권거래소
바하마 증권거래소(영어: Bahamas Securities Exchange)는 바하마 나소에 소재한 증권거래소이다. 1999년 9월 23일에 설립되었다.

## 같이 보기
- 바하마의 경제